# گسل فعال

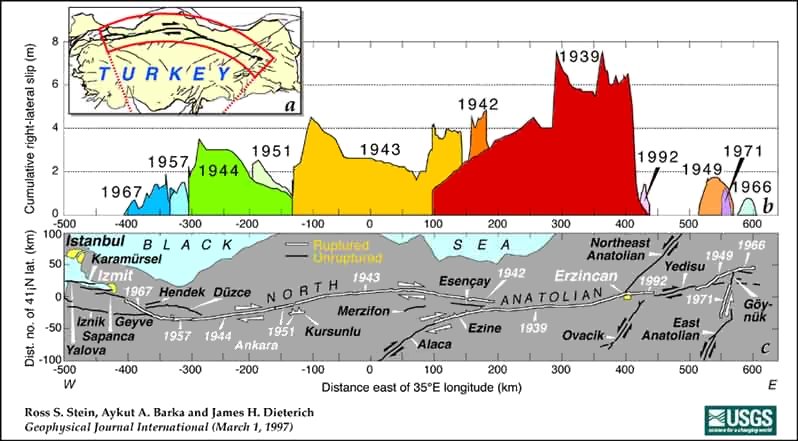
منطقه گسل آناتولی شمالی و زمین لرزه های آن در قرن بیستم

گسل فعال به گسلی گفته می‌شود که در حال حاضر و گاهی در آینده احتمال تبدیل‌شدن به منشأ یک زمین‌لرزه دیگر را دارد. به‌طور کلی زمین‌شناسان گسلی را به عنوان گسل فعال می‌شناسند که شواهدی از فعالیت لرزه‌ای آن طی ده هزار سال اخیر دیده شده باشد.
گسل‌های فعال یکی از مخاطرات زمین‌شناختی محسوب شده که ممکن است باعث بروز زمین‌لرزه شوند. اثرات ناشی از حرکت گسل‌های فعال شامل حرکت شدید زمین، گسلش سطحی، تغییرشکل زمین‌ساختی، زمین‌لغزش و سنگ‌ریزش، روان‌گرایی، سونامی و سیش است.
گسل‌های دوره کواترنری نوعی گسل فعال به‌شمار می‌روند که در سطح زمین دیده و تشخیص داده شده و شواهد حرکت و جابه‌جایی آنها در ۱٫۶ میلیون سال اخیر وجود دارد.
ژئومورفولوژی، لرزه‌شناسی، لرزه‌شناسی انعکاسی، زمین‌ساخت صفحه‌ای، زمین‌سنجی و سنجش از دور، تحلیل کمی مخاطرات و … از مهم‌ترین مفاهیم زمین‌شناختی و رشته‌های مرتبط با مطالعه گسل‌های فعال به‌شمار می‌روند.

## موقعیت
گسل‌های فعال عمدتاً در نزدیکی مرز ورقه‌های زمین‌ساختی وجود دارند و مطالعه گسل‌های فعال نیز بر روی این مناطق تمرکز دارند. گسل‌های فعال در ورقه‌های یک‌پارچه کمتر یافت می‌شوند. این واقعیت که مناطق درون‌ورقه‌ای نیز ممکن است دارای پتانسیل مخاطرات لرزه‌شناختی باشند، به تازگی شناخته و تأیید شده‌است.

## اندازه‌گیری
روش‌های زمین‌شناختی متعددی مانند سنجش از دور، اندازه‌گیری‌های مغناطیسی و دیگر راه‌ها برای تشخیص مرز گسل‌های فعال وجود دارد. انواع مختلف داده مانند گزارش‌ها و سوابق لرزه‌شناختی در اندازه‌گیری فعالیت گسل‌ها به کار می‌رود. فعالیت و مساحت گسل با یکدیگر همبستگی داشته و تحلیل خطر برای تعیین احتمال بروز زمین‌لرزه با کمک عوامل دیگر سنجیده می‌شود.